# 林兴祖 (元朝)
林兴祖，字宗起，号木轩。福建罗源人。
元延佑五年（1318年）任罗源教谕，至治二年（1322年）考中进士。曾任黄岩州同知、铅山知州。至正八年(1348年)，任道州路总管。最後年老辭職，最終在家中去世。